# Лобчук Зеновій Іванович
Зено́вій Іва́нович Лобчу́к — сержант Збройних сил України.
Доброволець. Брав участь у боях в складі 80-ї бригади, старший розвідник. Тримав оборону в Донецькому аеропорту останніх 22 дні боїв. 15 січня 2015-го зазнав поранення від вибуху гранати, побратими витягли з-під завалів, медичну допомогу надавав Ігор Зінич.

## Нагороди
За особисту мужність і високий професіоналізм, виявлені у захисті державного суверенітету та територіальної цілісності України, вірність військовій присязі, відзначений — нагороджений
- орденом «За мужність» III ступеня (31.7.2015)
- орденом «За мужність» II ступеня (Указ Президента України No331 від 13.10.2018):
- Орден «Народний Герой України» (липень 2015).